# تونی تورک
تونی تورِک (به آلمانی: Toni Turek) بازیکن فوتبال و دروازه‌بان اهل آلمان است که از سال ۱۹۵۰ میلادی عضو تیم ملی فوتبال آلمان بوده‌است. وی در ۲۰ بازی ملی حضور داشته‌است و آخرین بازی ملی خود را در سال ۱۹۵۴ میلادی انجام داد. تونی تورِک در بازی‌های ملی‌اش گلی به ثمر نرساند.